# Skolplikt

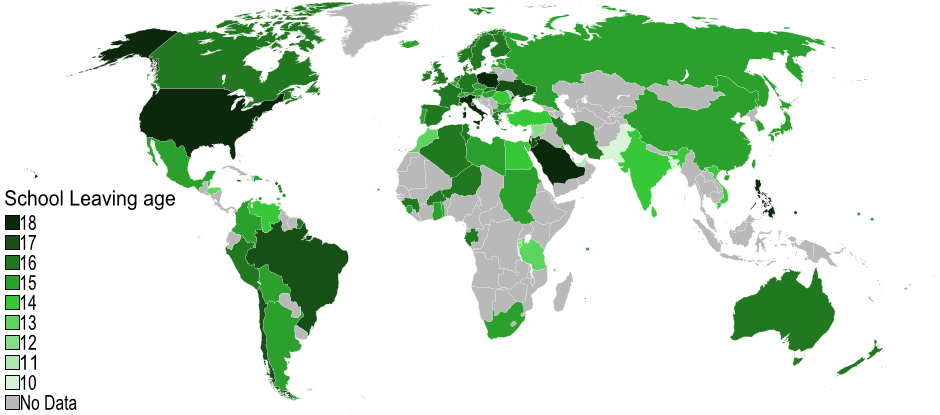
Karta som visar vid vilken ålder skolplikten upphör i olika länder.

Skolplikt innebär en lagstadgad skyldighet för barn inom ett visst åldersintervall att låta sig undervisas i grundskola. I många andra länder, såsom Finland, har man valt läroplikt istället för skolplikt.

## Finland
I Finland finns inte skolplikt men däremot läroplikt. Läroplikten gäller från det år man fyller 7 tills man endera fullgjort andra stadiet eller tills man är myndig. År 2021 höjde man läropliktsåldern till 18 år, varvid andra stadiets utbildning blev gratis för de studerande, också gällande kursböcker, datorer och verktyg.
Vanligtvis uppfylls läroplikten genom att man går den nio år långa grundskolan och sedan andra stadiets studier (normalt gymnasiet eller yrkesskolan), men läroplikten kan utföras på annat sätt. I så fall ansvarar föräldrarna för att barnet lär sig det som grundutbildningen förutsätter (enligt de nationella grunderna för läroplanen; en egen läroplan får göras upp). Hemkommunen skall övervaka elevens framsteg, men är inte skyldig att erbjuda de förmåner som hör till skolgång i kommunal skola. 400–600 barn undervisas hemma. Barn som haft hemmaundervisning måste göra ett test för att få ett intyg över avklarad läroplikt.

## Sverige
I Sverige gäller skolplikt enligt lag alla personer som är bosatta i Sverige. Skolgång i grundskolan är sedan 1962 obligatorisk för alla barn i åldern sju till sexton år (för de allra flesta). Från 2018 fick alla sexåringar i Sverige obligatorisk skolgång redan i förskoleklass utan någon större debatt då de flesta partier i Sveriges Riksdag biföll förslaget. Om en elev har gått om en eller flera årskurser kan skolplikten i stället upphöra ett år senare, dock senast när eleven fyller 18 år. 
En lag infördes 1723 om att alla föräldrar skulle se till att deras barn lärde sig läsa. Detta skedde efter många misslyckade försök med att få hela befolkningen läskunnig, under stormaktstiden. Det innebar ingen egentlig skolplikt, fastän föräldrarna kunde hållas ansvariga ifall kunskapen inte infann sig. Skolplikt, dvs att skolgång är obligatorisk för varje barn, infördes med folkskolestadgan 1842. En sexårig skolplikt fastställdes i Sverige 1882, och sjuårig skolplikt infördes 1936.

## Tyskland
I Tyskland bestämmer varje förbundsland själv över i vilka åldrar skolplikten ska gälla. Oftast börjar den för barn i åldern 6-7 och varar i nio eller tio skolår.[källa behövs]
Skolplikten infördes år 1918 och gjordes än mer restriktiv under nazisternas tid vid makten.

## USA
I USA finns det inte längre någon skolplikt,[källa behövs] dock finns det en undervisningsplikt som till skillnad från skolplikt ger föräldrar möjligheten att hemundervisa sina barn. 3,4% av de undervisningspliktiga i USA hemundervisas.
I USA bestämmer varje delstat själv över hur reglerad undervisningsplikten ska vara. USA har tidigare haft obligatorisk närvaro i skolan, så kallad skolplikt. Först att införa skolplikt var Massachusetts år 1852, medan Mississippi kom sist år 1918.[källa behövs]

## Österrike
I Österrike finns inte skolplikt, men nog undervisningsplikt; det är tillåtet att hemundervisa om myndigheterna bedömer att föräldrarna kan ge barnet en utbildning som är likvärdig med den utbildning som barnet hade fått under sin skolgång. Alla barn som den 31 augusti ett kalenderår fyllt 6 år blir undervisningspliktiga den 1 september samma år. Undervisningsplikten infördes i Österrike av Maria Theresia 1774, och var då 6-årig. 1869 kom en riksfolkskollag, och folkskolan blev på vissa håll 8-årig. 1927 blev Hauptschule obligatorisk för 10–14-åringar som inte gick i högre skolor, och Hauptschule ersatte då Bürgerschule. 1962 utökades undervisningsplikten i Österrike till att bli 9-årig, och upphör numera alltså i 15-årsåldern.[källa behövs]